# Die Schöpfung

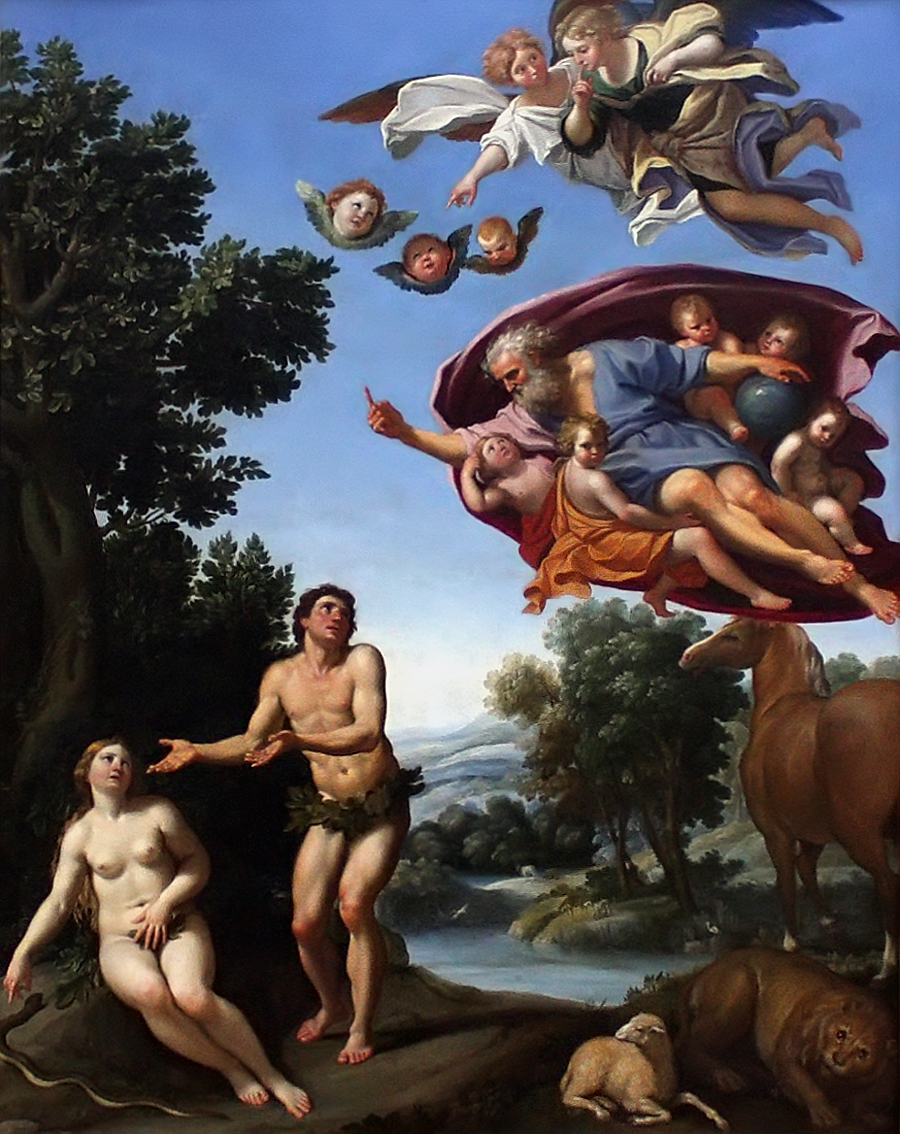
Domenico Zampieri: Gott ermahnt Adam und Eva (um 1624; Musée de Grenoble)

Die Schöpfung ist ein Oratorium von Joseph Haydn, (Hob. XXI:2). Das Werk entstand ab 1796 bis 1798 als drittes seiner vier Oratorien, nach Il ritorno di Tobia (1775) und der Chorfassung der Sieben letzten Worte (1796) und vor den Jahreszeiten (1801). Es handelt von der Erschaffung der Welt, wie sie im ersten Kapitel der Genesis erzählt wird (Schöpfungsgeschichte der Priesterschrift). Es folgt den dort genannten Werken Gottes an den Tagen eins bis sechs, führt aber statt des siebten Tags eine Betrachtung der ersten Menschen im Paradies aus (die letzten sechs von 34 Musiknummern).

## Komposition und Premiere
Haydn wurde bei seinen England-Aufenthalten 1791–92 und 1794–95 zur Komposition eines großen Oratoriums angeregt, als er die Oratorien von Georg Friedrich Händel in großer Besetzung hörte. Wahrscheinlich wollte Haydn durch den Einsatz der Musiksprache der reifen Wiener Klassik ähnlich gewichtige Resultate erreichen.
Die Arbeit am Oratorium dauerte vom Oktober 1796 bis zum April 1798. Haydns eigener Aussage nach war die Komposition für ihn eine inspirierende und grundlegende religiöse Erfahrung. So äußerte er gegenüber seinem Biographen Georg August von Griesinger (1769–1845): „Ich war auch nie so fromm, als während der Zeit, da ich an der Schöpfung arbeitete; täglich fiel ich auf meine Knie nieder und bat Gott, daß er mir Kraft zur glücklichen Ausführung dieses Werkes verleihen möchte.“ Er arbeitete an dem Projekt bis zur Erschöpfung und war nach der Uraufführung längere Zeit krank. Die Kosten, einschließlich einer üppigen Gage für den Komponisten, wurden von der Gesellschaft der Associierten Cavaliers getragen, deren künstlerischer Leiter Gottfried van Swieten war.
Die Schöpfung wurde erstmals am 29. und 30. April 1798 unter der Leitung des 66-jährigen Haydn im heute nicht mehr existierenden Stadtpalais Schwarzenberg am Neuen Markt in Wien aufgeführt. Diese Voraufführungen fanden vor einer geschlossenen Gesellschaft statt, doch hatten diese solches Interesse hervorgerufen, dass – wie Pieter Andriessen feststellte – 30 Gendarmen, darunter 18 Berittene, abgeordnet waren, um den Weg zum Schwarzenberg’schen Palais freizuhalten. Die Händler auf dem Neuen Markt sollen sogar ihre Stände abgebaut haben, wofür jeder von ihnen von Schwarzenberg mit 10 Gulden und 20 Kreuzern entschädigt worden sein soll. Zwei Wiederholungen im Palais Schwarzenberg fanden am 7. und 10. Mai 1798 statt. Diese Aufführungen erlaubten es Haydn, Korrekturen in Vorbereitung der öffentlichen Uraufführung anzubringen. Sie fand am 19. März 1799 im alten Burgtheater statt. Diese Aufführung des etwa eindreiviertelstündigen Werkes war ebenfalls sehr erfolgreich. Der schwedische Musiker Johan Fredrik Berwald, der damals 12 Jahre alt war, schrieb 1850 in seinen Memoiren: „Zwischen den Abschnitten der Aufführung brach jedes Mal stürmischer Applaus aus. Während der Abschnitte herrschte Todesstille. Am Ende der Aufführung riefen einige: ,Wir wollen Papa Haydn!‘ Schließlich kam der alte Mann auf die Bühne und wurde laut begrüßt: ,Es lebe Papa Haydn! Es lebe die Musik!‘ Alle kaiserlichen Majestäten (damals war Franz II. römisch-deutscher Kaiser) waren anwesend und riefen zusammen mit der Menge: ,Bravo!‘“

## Rezeption und Verbreitung
Mit dem Erfolg der Schöpfung waren für Haydn nicht nur höchster Ruhm und Ansehen verbunden, sondern auch beträchtliche finanzielle Einnahmen. Der Erlös vieler Aufführungen diente wohltätigen Zwecken: der Altersversorgung von Musikern und der Versorgung von Witwen und Waisen. Die ersten wohltätigen Aufführungen erfolgten am 12. und 13. Dezember 1799 im Burgtheater durch die Tonkünstler-Sozietät. Neben öffentlichen Aufführungen in großer Besetzung gab es auch private Aufführungen, so am 25. Mai 1801 im Kreise der kaiserlichen Familie, wo Haydn dirigierte und die Kaiserin Maria Theresia die Sopranpartie sang.

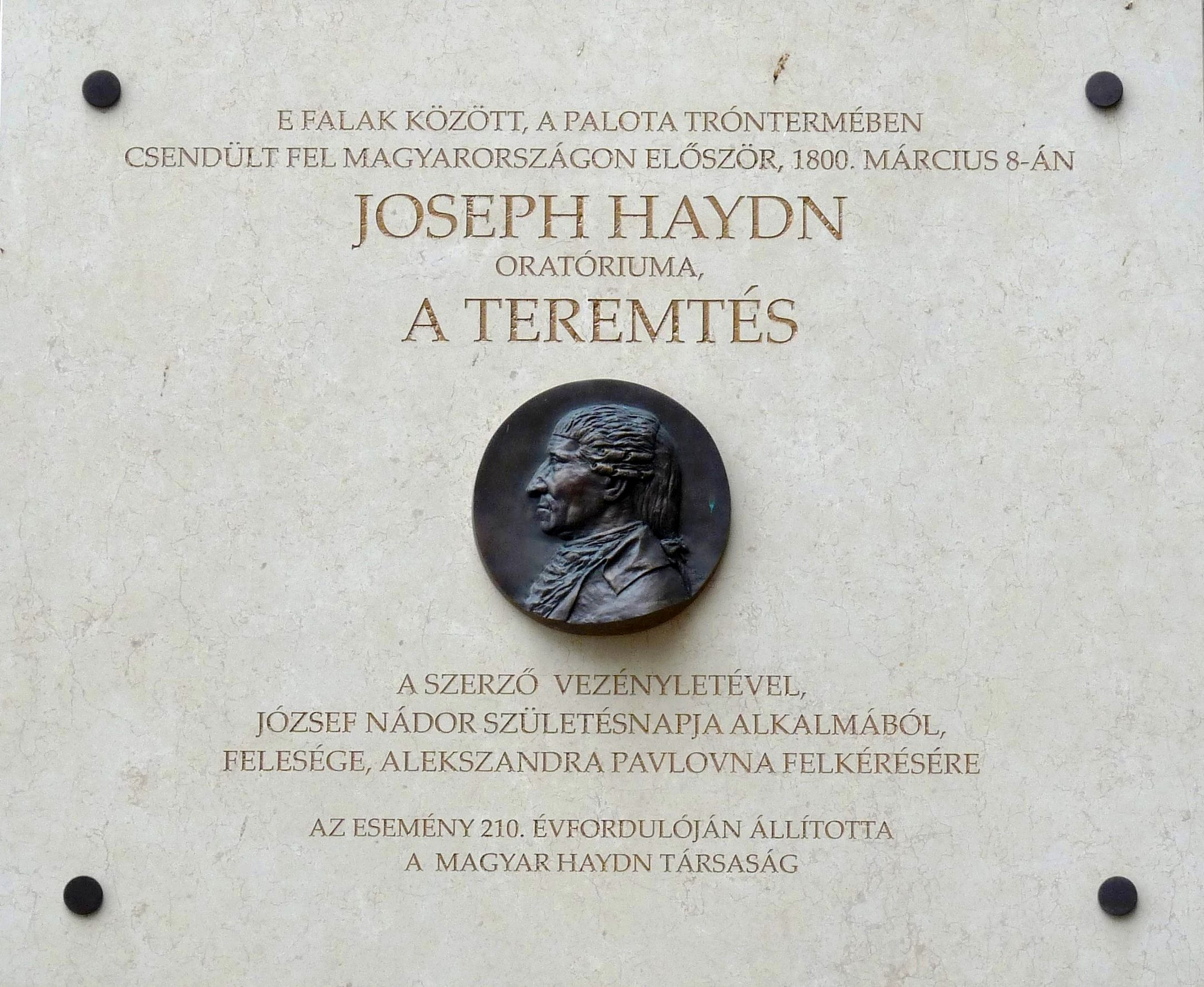
Gedenktafel in Budapest zur Aufführung am 8. März 1800

Die erste Aufführung außerhalb Wiens fand am 8. März 1800 in Buda auf Veranlassung der Großfürstin Alexandra Pawlowna Romanowa zum Geburtstag ihres Gatten, des Palatin von Ungarn Joseph statt, Haydn selbst dirigierte. Noch im selben Jahr folgten Aufführungen in vielen weiteren europäischen Städten: Prag, Covent Garden Theatre London, Graz, Klagenfurt, Dresden, Berlin, Kremsmünster, Braunschweig, Liebwerda, Salzburg unter der Leitung von Haydns Bruder Michael, Innsbruck, Leipzig, Ballenstedt, Bayreuth, Lille, Brünn, Breslau, Worcester. In wenigen Jahren folgten zahlreiche weitere Orte in ganz Europa, darunter Amsterdam, St. Petersburg, Moskau, Warschau, Stockholm und Kopenhagen. Daniel Steibelt dirigierte die erste Aufführung in Paris am 24. Dezember 1800 (3. Nivôse IX). Napoléon Bonaparte befand sich im Publikum, obwohl er auf dem Weg dorthin nur knapp einem Bombenanschlag entgangen war. Die Explosion der Höllenmaschine war im Konzertsaal zu hören.
Am 27. März 1808 dirigierte Salieri eine Aufführung der Schöpfung in italienischer Sprache in der Übersetzung Carpanis im Festsaal der Neuen Aula der Universität. Der bereits sehr geschwächte Haydn wurde als Ehrengast unter anderem von Salieri, Beethoven und Hummel begrüßt. Es war das letzte öffentliche Auftreten Haydns, wenige Tage vor seinem 76. Geburtstag.

## Text und Übersetzungen

Die Schöpfung, Anschlagzettel zur ersten öffentlichen Aufführung im Burgtheater am 19. März 1799

Der Text der Schöpfung hat eine lange Vorgeschichte. Die drei Quellen sind das Buch Genesis, das Buch der Psalmen und John Miltons Genesis-Epos Paradise Lost. Das Material wurde von einem ansonsten unbekannten Lidley (oder Linley) zu einem Oratorien-Libretto verarbeitet, der es ursprünglich für Händel gedacht haben soll. Händel jedenfalls setzte es nie in Musik um. Haydns Gastgeber in England, Johann Peter Salomon, gelangte in den Besitz einer Kopie von Lidleys Libretto und gab es an Haydn weiter. Als Haydn nach Wien zurückkehrte, händigte er es seinem Freund und Gönner Baron Gottfried van Swieten aus, der eine deutsche Übersetzung veranlasste sowie eine der Haydnschen Musik angepasste englische Rückübersetzung.
Das Werk wurde 1800 zweisprachig veröffentlicht und wird auch heute noch in beiden Sprachen aufgeführt. Allerdings war van Swieten offensichtlich des Englischen nicht vollständig mächtig, und die englische Version des Librettos hat Anlass zu Kritik und verschiedenen Versuchen der Verbesserung gegeben. Tatsächlich ist die Rückübersetzung so ungenügend, dass das Oratorium manchmal auch in englischsprachigen Ländern auf Deutsch aufgeführt wird.
Haydn autorisierte noch weitere Übersetzungen, und das Werk wurde überall in Europa aufgeführt. Seitdem ist Die Schöpfung weltweit Teil des klassischen Repertoires geworden.

## Musik
Die Schöpfung wurde komponiert für drei Gesangssolisten (Sopran, Tenor und Bass), vierstimmigen Chor (Sopran, Alt, Tenor und Bass) und ein großes spätklassisches Orchester, bestehend aus: drei Querflöten, zwei Oboen, zwei Klarinetten, zwei Fagotten, einem Kontrafagott, zwei Waldhörnern, zwei Trompeten, drei Posaunen, Pauken, und der üblichen Streichergruppe mit erster und zweiter Violine, Viola, Cello, Kontrabass. Ein Tasteninstrument übernimmt die akkordische Ausführung des Basso continuo. Dieses begleitet nicht nur die Rezitative, sondern auch Arien und Chöre.
Es gibt wenig Zweifel, dass Haydn, gemessen am Standard seiner Zeit, ein großes Klangvolumen wünschte. Zwischen den ersten privaten Aufführungen und der Uraufführung fügte Haydn weitere Instrumentalparts in das Werk ein. Bei der Uraufführung kamen 120 Instrumentalisten und 60 Sänger zum Einsatz.
Die drei Solisten repräsentieren Erzengel, die die sechs Tage der Schöpfung erzählen und kommentieren: Gabriel (Sopran), Uriel (Tenor) und Raphael (Bass). Haydns Praxis folgend werden im 3. Teil die Rollen von Adam und Eva üblicherweise von den Solisten gesungen, die auch den Raphael und Gabriel singen. Einige Dirigenten ziehen es jedoch vor, die fünf Rollen mit fünf Solisten zu besetzen.
Zwar gibt es in der Schöpfung auch eine Passage für eine Alt-Solistin, doch beschränkt sich diese auf vier Amen im Schlusschor.
Der Chor ist in einer Serie monumentaler Chorpassagen eingesetzt, von denen einige das Ende eines Schöpfungstages feiern. Das Orchester spielt häufig ohne Gesangsbegleitung, vor allem in Tonmalerei-Episoden: der Aufgang der Sonne, der Erschaffung der verschiedenen Tiere und in der Ouvertüre – der Beschreibung des Chaos vor der Schöpfung.

## Form

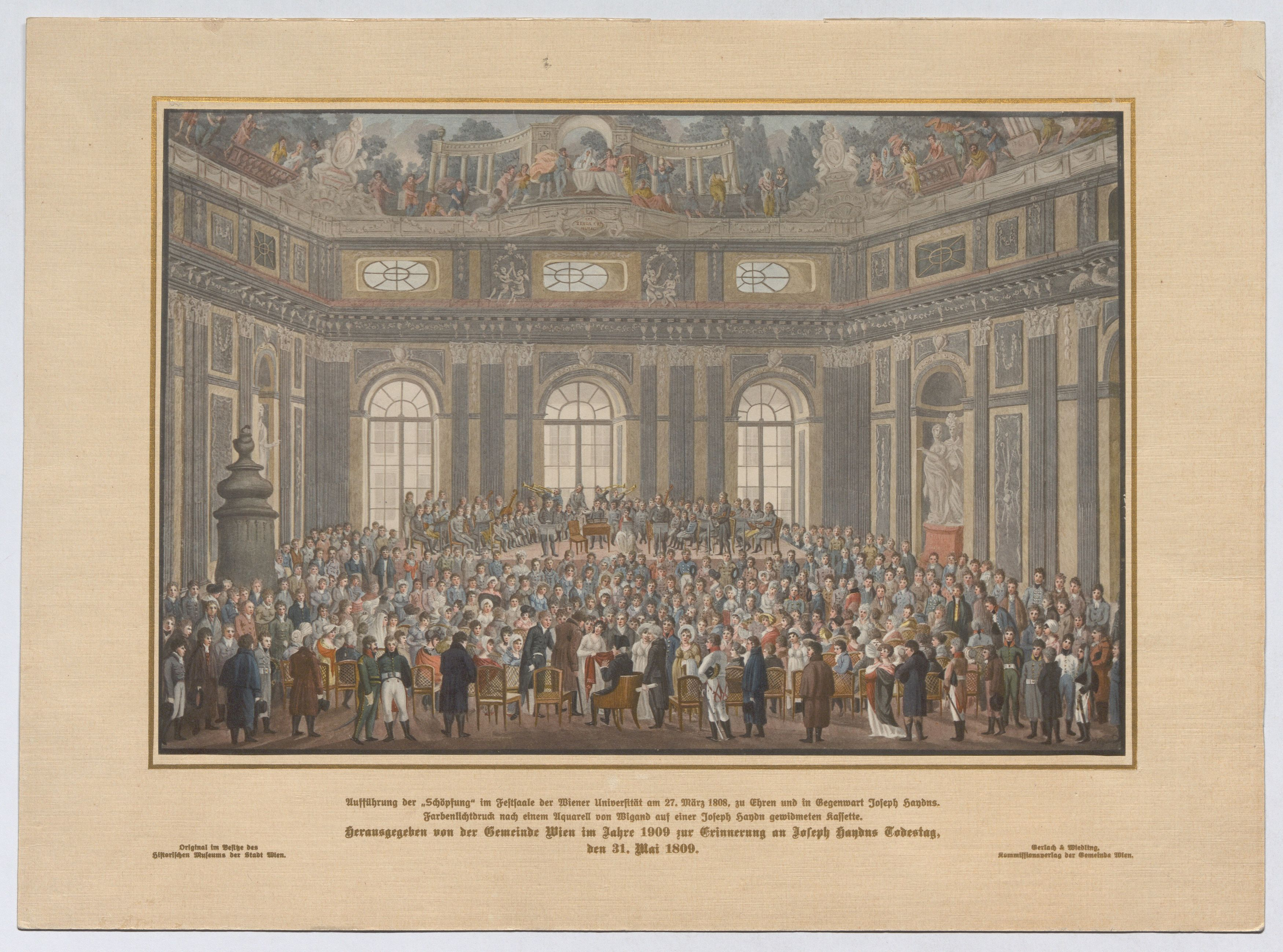
Aufführung der Schöpfung 1808 im Festsaal der alten Universität Wien (Neue Aula)

Die Schöpfung besteht aus drei Teilen. Wie in anderen Oratorien, gehen auch hier den größeren Arien und Chorsätzen oft kurze Rezitative voran. Das Rezitativ folgt dabei meist dem Wortlaut der Genesis, während die folgende Musik die biblische Erzählung in Versen aufnimmt.
Solisten:
- Gabriel (Sopran)
- Uriel (Tenor)
- Raphael (Bass)
- Eva (Sopran)
- Adam (Bass)

Für die Bestandteile des Werks gibt es zwei etwas voneinander abweichende Nummerierungen.

### Teil I
Der erste Teil feiert die Erschaffung des Lichts, der Erde, der Himmelskörper, des Wassers, des Wetters und der Pflanzen.
Nr. 1a (1) Die Vorstellung des Chaos
Die c-Moll-Ouvertüre in langsamem Tempo ist einer der berühmtesten Abschnitte der Komposition. Haydn beschreibt das uranfängliche Chaos, indem er die Kadenz zur Grundtonart bis zum Ende der Ouvertüre vermeidet.
Nr. 1b (2) Im Anfange schuf Gott Himmel und Erde
Dieser Satz stellt eine Vertonung des Handlungsverlaufs aus Gen 1,1–4  dar. Er beginnt mit einem Rezitativ (Raphael) in c-Moll. Nach dem Einsatz des Chores sotto voce im Pianissimo und einem Pizzicato-Akkord der Streicher findet der Chor mit den Worten „Und es ward Licht“ zu einem ebenso gewaltigen wie überraschenden Fortissimo in C-Dur, das dann auch vom Orchester aufgenommen wird und eindrucksvoll ausgestaltet wird. Dieser zentrale Moment ist ein erster Hinweis auf den hier affirmierten normativen Gehalt der Aufklärung; ein zweiter findet sich im Sonnenaufgang in Nr. 12 (13). Die musikalisch gestaltete Geburt des Lichts wurde bei der öffentlichen Premiere zu einer Sensation. Der mit Haydn befreundete schwedische Diplomat Fredrik Samuel Silverstolpe (1769–1851) schreibt:
„In dem Moment, als das Licht zum ersten Mal erschien, konnte man sagen, dass Strahlen aus den leuchtenden Augen des Komponisten schossen. Die Verzauberung der elektrisierten Wiener war so allgemein, dass das Orchester einige Minuten lang nicht weiterspielen konnte.“
Mit dem folgenden Bibelvers „Und Gott sah das Licht, dass es gut war“ als Rezitativ leitet der Tenor (Uriel) über zu:
Nr. 2 (3) Nun schwanden vor dem heiligen Strahle
Arie (Uriel) mit Chor in A-Dur, in der die Niederlage der Heerscharen Satans (nach Paradise Lost) beschrieben wird.
— Ende des ersten Tages —
Nr. 3 (4) Und Gott machte das Firmament
Langes Rezitativ (Raphael) in C-Dur nach Gen 1,6-7 . Anschließend ein orchestrales Tongemälde, in dem die Teilung von Wasser und Land und die ersten Stürme beschrieben werden.
Nr. 4 (5) Mit Staunen sieht das Wunderwerk
Solo (Gabriel) mit Chor in C-Dur. Die himmlischen Heerscharen preisen Gott und die Arbeit des zweiten Tages.
— Ende des zweiten Tages —
Nr. 5 (6) Und Gott sprach: Es sammle sich das Wasser
Kurzes Rezitativ (Raphael, nach Gen 1,9–10 ), anschließend:
Nr. 6 (7) Rollend in schäumenden Wellen
Arie in d-Moll (Raphael), beschreibt mit einem Decrescendo-Effekt die Erschaffung des Meeres, der Berge, Flüsse und (in einer D-Dur-Coda) Bäche. Wie John Mangum ausführt, scheint die stilistische Eingebung hier einer „Revanche-Arie“ der Opera buffa des 18. Jahrhunderts zu entstammen, wie zum Beispiel in La vendetta aus Mozarts Le nozze di Figaro.
Nr. 7 (8) Und Gott sprach: Es bringe die Erde Gras hervor
Kurzes Rezitativ (Gabriel, nach Gen 1,11 ), anschließend:
Nr. 8 (9) Nun beut die Flur das frische Grün
Arie (Gabriel) in B-Dur im Siciliano-Rhythmus, die die Erschaffung der Pflanzen feiert.
Nr. 9 (10) Und die himmlischen Heerscharen verkündeten
Kurzes Rezitativ (Uriel), anschließend:
Nr. 10 (11) Stimmt an die Saiten
Der Chor feiert den dritten Tag mit einer vierstimmigen Fuge zu den Worten „Denn er hat Himmel und Erde bekleidet“.
— Ende des dritten Tages —
Nr. 11 (12) Und Gott sprach: Es sei’n Lichter an der Feste des Himmels
Rezitativ (Uriel) mit Teilen aus Gen 1,14–16 .
Nr. 12 (13) In vollem Glanze steiget jetzt die Sonne
Das Orchester porträtiert – mit dem Tenor (Uriel) als Erzähler – einen glänzenden Sonnenaufgang und dann einen matten Mondaufgang. Die Bebilderung des ersten Sonnenaufgangs („Andante“ überschrieben) beginnt in den Oberstimmen (Flöten, Violinen) mit zehn schrittweise aufsteigenden, der D-Dur-Tonleiter entnommenen Tönen, die in den Unterstimmen (in der Tradition von „Ligature e Durezze“ des „Stilo Antico“ stehend) kontrapunktiert werden. Die Passage beginnt im pianissimo, auf der Dezime (dem zehnten Ton) treten die Trompeten hinzu und lassen die Passage im fortissimo gipfeln. Ein Dominantseptakkord (als Quintsextakkord) von gleißender Helligkeit mag für die drückende Mittagssonne stehen und leitet vorübergehend nach G-Dur. Der Mondaufgang wird ebenfalls durch eine aufsteigende Tonleiterpassage wiedergegeben, diesmal jedoch in den Bässen. Der schlichtere Orchestersatz beschränkt sich auf die Streicher und bleibt im pianissimo.  Er steht in G-Dur (der Subdominante zur „Sonnen-Passage“) und bebildert („Più Adagio“ überschrieben) das „Schleichen“ des Mondes über den nächtlichen Himmel. Das Ende des Rezitativs spielt kurz auf die neugeschaffenen Sterne an und leitet dann über zu:
Nr. 13 (14) Die Himmel erzählen die Ehre Gottes
Terzett und Chor. Der mächtigste Chor aus der Schöpfung. Die Worte stammen zumeist aus Ps 19,1–3 . Die Himmel erzählen steht in C-Dur, der zentralen Tonart des ersten Teils. Es beginnt mit alternierenden feierlichen Choralpassagen und eher meditativen Sequenzen der drei Gesangssolisten, gefolgt von einer Choralfuge zu den Worten „Und seiner Hände Werk zeigt an das Firmament“ und einem abschließenden homophonen Abschnitt. Die erstaunliche Intensität des Schlusses mag das Ergebnis der Anhäufung verschiedener Coden sein, jede an einem Punkt beginnend, an dem die Musik eigentlich schon zu Ende scheint.
Haydns Jahrhundert erreichte – nach den Entdeckungen Isaac Newtons, besonders der mathematischen Vorhersagbarkeit der Bewegungen der Himmelskörper – ein Maximum an Zuversicht in die Existenz eines geordneten Universums, das gemäß der Überzeugung der Zeitgenossen die göttliche Weisheit bestätigte. Haydn, der ein neugieriger Mensch war, mag ein Amateurinteresse an Astronomie gehabt haben, zumal er, als er in England war, die Mühe auf sich nahm, Wilhelm Herschel, den ehemaligen Komponisten und Entdecker des Uranus, in seinem Observatorium in Slough bei Windsor zu besuchen.
— Ende des vierten Tages —

### Teil II
Der zweite Teil feiert die Erschaffung der Fische, Vögel, des Viehs und schließlich des Menschen.
Nr. 14 (15) Und Gott sprach: Es bringe das Wasser in der Fülle hervor
Rezitativ (Gabriel, nach Gen 1,20 ), anschließend:
Nr. 15 (16) Auf starkem Fittiche schwinget sich der Adler stolz
Arie (Gabriel) in F-Dur zur Erschaffung der Vögel. Die erwähnten Arten sind der Adler, die Lerche, die Taube und die Nachtigall. Der Liedtext enthält die Behauptung, dass in der Zeit unmittelbar nach der Schöpfung der Gesang der Nachtigall nicht melancholisch war.
Nr. 16 (17) Und Gott schuf große Walfische
Rezitativ (Raphael) in d-Moll. Es handelt sich um ein Rezitativ (nach Gen 1,21–22 ), dem eine kurze Arie folgt, letztere eine gereimte Paraphrase der biblischen Worte „Seid fruchtbar und mehret euch“. Die düstere Begleitung kommt ohne Violinen aus, nutzt lediglich die tieferen Streicher mit geteilten Violen und Celli.
Haydns Musik rührt von einem Vorschlag van Swietens her, diesen Text von dem Bass-Solisten zu einer schmucklosen Basslinie singen zu lassen. Haydn folgte dem Vorschlag nur teilweise und fügte eine Schicht vierstimmiger Harmonien von Cello und Viola hinzu.
Nr. 17 (18) Und die Engel rührten ihr’ unsterblichen Harfen
Kurzes Rezitativ (Raphael).
Nr. 18 (19a) In holder Anmut stehn
Terzett in A-Dur. Haydn bricht die Regelmäßigkeit des Musters „Rezitativ-Ausarbeitung nur für Solo“ mit einer nachdenklichen Passage für die drei Sänger, die die Schönheit und den Reichtum der neu geschaffenen Welt betrachten. Ohne Übergang folgt:
Nr. 19 (19b) Der Herr ist groß in seiner Macht
Chor mit den drei Solisten, in A-Dur für den fünften Tag.
— Ende des fünften Tages —
Nr. 20 (20) Und Gott sprach: Es bringe die Erde hervor lebende Geschöpfe
Rezitativ (Raphael, nach Gen 1,24 ), anschließend:
Nr. 21 (21) Gleich öffnet sich der Erde Schoß
Ein Tongemälde mit erzählendem Bass (Raphael). Haydn führt die neugeschaffenen Kreaturen mit humoristischer Untermalung ein: Löwe, Tiger, Hirsch, Pferd, Rind, Schaf, Insekten und Würmer. Wie stets bei Haydns Tonmalerei in diesem Oratorium, folgen die gesungenen Erläuterungen dem Orchesterporträt. Der Übergang von den herrschaftlichen Tieren (den ersten vier) zu den niederen (den letzten vier) wird durch eine unvorbereitete Modulation von Des- nach A-Dur markiert. Die zahmen Tiere werden im Siciliano-Rhythmus dargestellt, der (nicht nur) bei Haydn für eine ländliche Idylle steht.
Nr. 22 (22) Nun scheint in vollem Glanze der Himmel
Arie (Raphael) in D-Dur. Das Thema ist:
Doch war noch alles nicht vollbracht

Dem Ganzen fehlte das Geschöpf

Das Gottes Werke dankbar seh'n

Des Herren Güte preisen soll.
Dieser Satz ist die Vorbereitung für die Erschaffung des Menschen.
Der erste Teil dieses Satzes enthält eine weitere Tonmalerei, ein Fortissimo in Oktaven für Posaune, Kontrafagott und Kontrabass zu den Worten „den Boden drückt der Tiere Last“.
Nr. 23 (23) Und Gott schuf den Menschen
Rezitativ (Uriel, nach Gen 1,27 , 2,7 ), anschließend:
Nr. 24 (24) Mit Würd’ und Hoheit angetan
Eine glanzvolle Arie (Uriel) in C-Dur, die die Erschaffung des Mannes, dann der Frau feiert, oft auch außerhalb der Schöpfung gesungen. Obwohl die Arie eine biblische Geschichte erzählt, spiegeln die Tugenden, die Adam (und nicht Eva) zugeschrieben werden, die Werte der Aufklärung wider.
Nr. 25 (25) Und Gott sah jedes Ding
Kurzes Rezitativ (Raphael; der Text erweitert Gen 1,31 ), anschließend:
Nr. 26 (26a) Vollendet ist das große Werk
Chorsatz in B auf den sechsten Tag.
Nr. 27 (26b) Zu dir, o Herr, blickt alles auf
Eine weitere Meditation für die drei Erzengel (Terzett), diesmal in Es-Dur, auf Gottes Allmacht und Güte, nach Ps 145,15–16 . Direkt anschließend:
Nr. 28 (26c) Vollendet ist das große Werk
Dieser Chor beginnt mit den gleichen Worten und Noten wie Nr. 26 und in der gleichen Tonart (B). Er wechselt schnell in eine große Doppelfuge zu den Worten „Alles lobe seinen Namen, denn er allein ist hoch erhaben“. Zum Finale des Teils II passend, ist dieser wiederholte Chorsatz länger und intensiver als der erste.
Die drei letzten Bestandteile des zweiten Teils – mit zwei Chorsätzen zu einem identischen Thema, die einen langsameren, meditativen Satz flankierend – folgen dem Muster zahlloser Vertonungen der lateinischen Messe, in der für gewöhnlich zwei ähnliche oder identische Chöre auf die Worte „Hosanna in excelsis“ einen meditativen Teil zu „Benedictus qui venit in nomine Domini“ einrahmen.

### Teil III
Der dritte Teil spielt im Garten Eden und erzählt die glücklichen ersten Stunden von Adam und Eva.
Nr. 29 (27) Aus Rosenwolken bricht
Orchesterpräludium in langsamem Tempo, das die Dämmerung im Garten Eden beschreibt, gefolgt von einem Rezitativ für Uriel. Adam und Eva gehen Hand in Hand.
Die Tonart ist E-Dur, sehr entfernt von den Tonarten, die bisher dominiert haben. Verschiedene Kommentatoren meinen, Haydns Absicht damit sei gewesen, die Entfernung zwischen Himmel und Erde zu übermitteln, oder die Sündhaftigkeit des Menschen mit der Perfektion der Engel zu kontrastieren.
Nr. 30 (28) Von deiner Güt, o Herr und Gott
Adam und Eva sprechen ein Dankgebet in C-Dur, begleitet von einem Engelschor.
Dieser Satz, der längste in der Schöpfung, hat drei Teile. Im ersten, einem Adagio, singen Adam und Eva ihr Gebet, begleitet vom Chor und sanft rollenden Pauken. Im zweiten Abschnitt zieht das Tempo an, und Adam, Eva und die Engel preisen die neu geschaffene Welt. Der letzte Abschnitt ist alleine für Chor und Orchester, ein Gesang auf die Worte „Wir preisen dich in Ewigkeit“.
Nr. 31 (29) Nun ist die erste Pflicht erfüllt
Rezitativ für Adam, anschließend:
Nr. 32 (30) Holde Gattin, dir zur Seite
Liebesduett für Adam und Eva in Es-Dur mit einer langsamen Einleitung, gefolgt von einem Allegro. Der Stil ist deutlich von der Oper beeinflusst, und einige Kommentatoren haben eine Parallele zwischen Adam und Eva und den Charakteren Papageno und Papagena aus Mozarts Zauberflöte erkannt.
Nr. 33 (31) O glücklich Paar, und glücklich immerfort
Uriel erklärt dem Paar kurz, dass sie immer glücklich sein werden, solange sie davon Abstand nehmen, mehr haben oder wissen zu wollen, als sie sollten. Eine dunkle Vorahnung auf den späteren Sündenfall.
Nr. 34 (32) Singt dem Herren alle Stimmen!
Schlusschor in B-Dur: eine langsame Einleitung, gefolgt von einer Doppelfuge auf die Worte „Des Herren Ruhm, er bleibt in Ewigkeit“, mit Passagen für die Solisten und einem abschließenden homophonen Abschnitt.

## Zitate
“The pleasure of experiencing Haydn and van Swieten’s Die Schöpfung lies less in the inevitable trajectory of the plot – we all know the story, and it contains no real sense of conflict – than in the wide-eyed wonder with which the composer visits its familiar contours. A childlike quality pervades the work, as if Haydn were relating the narrative to young listeners who had never heard it before.”

„Die Freude am Erlebnis der Schöpfung von Haydn und van Swieten liegt weniger im unausweichlichen Ablauf der Handlung – wir alle kennen sie, und in ihr ist kein eigentlicher Konfliktstoff enthalten – als darin, wie der Komponist mit staunenden Augen das Vertraute bearbeitet. Eine kindliche Qualität durchdringt das Werk, so als ob Haydn die Geschichte jungen Hörern erzählen würde, die sie vorher noch nie gehört haben.“

„Die ›Schöpfung‹ und die ›Jahreszeiten‹ malen das Universum, wie Haydn es kannte. Die vom pastoralen Stil auferlegte Simplizität war die Voraussetzung dafür, daß Gegenstände von solcher Erhabenheit überhaupt angefaßt werden konnten. Ohne die Fiktion einer Naivität im tiefsten Sinn, als der spontanen und unaffektierten Reaktion des kindlichen Auges auf die Welt, könnten diese Werke gar nicht existieren.“

„Das Wiener Publikum im alten Burgtheater feierte den Komponisten mit ‚Papa Haydn‘-Rufen. Aber Joseph Haydns Oratorium ‚Die Schöpfung‘ hat so gar nichts Gemütlich-Altväterliches an sich, sondern ist ein Stück voll von versammelter, dabei behänder Kraft, kompositorischer Geschmeidigkeit und einem Bekenntnis zum Diesseits, zum Leben hier und jetzt ohne Frömmelei und Weihrauchdunst. Nach den undefinierbaren, ziellos mäandernden düsteren Modulationsnebeln des Chaosbeginns fährt beim Wort ‚Licht‘ durch Orchester, Chor und Zuhörer ein so gleißender Fortissimo-Blitzstrahl, dass sein feuriger Glanz alle drei Teile des Werks erleuchtet. ‚Die Schöpfung‘ gilt zu Recht als aufklärerisches Stück, als neuartiges Oratorium jenseits des Barock eines Händel. Der Textdichter Baron van Swieten und mit ihm Joseph Haydn wollten die Feier der Schöpfung mit der Erschaffung des Menschen als Zielpunkt, ganz ohne Sündenfall, Erbsünde und Schuld.“

## Bearbeitungen
- Joseph Haydns Bruder Michael Haydn bearbeitete das Terzett Nr. 27 (26b) Zu dir, o Herr, blickt alles auf unter dem Titel Tischgebet für vierstimmiges Männer-Vokalensemble a cappella (MH 768).
- Luigi Gatti unterlegte Teile der Schöpfung mit dem Text des lateinischen Ordinariums und stellte sie zu einer Messe zusammen, die heute als Schöpfungsmesse bekannt ist.[8]
- Eine Neubearbeitung von Andreas Spörri und Thomas Rüedi für drei Solostimmen, Chor und Blechblasorchester erlebte am 19. Juli 2006 im Rahmen der Thurn-und-Taxis-Schlossfestspiele in Regensburg ihre Welturaufführung. Ausführende waren die Regensburger Domspatzen sowie die Swiss Army Brass Band unter der Leitung von Spörri. Auch in der Schweiz wurde das Werk im Rahmen einer Tournee mehrfach aufgeführt.[9][10]